# Chrysolina ulugkhemica
Chrysolina ulugkhemica là một loài bọ cánh cứng trong họ Chrysomelidae. Loài này được Mikhailov miêu tả khoa học năm 2002.